# High on Life (bài hát của Martin Garrix)
"High on Life" là một bài hát bởi DJ người Hà Lan Martin Garrix. Bài hát có sự hợp tác với Bonn, nó được phát hành trên STMPD RCRDS, được cấp phép độc quyền với Sony Music, Epic Amsterdam. Người sản xuất của bài hát bao gồm các cộng tác viên thường xuyên của Garrix Matisse & Sadko, nhà sản xuất đồng sáng tác của Avicii Albin Nedler và nhà sản xuất Giorgio Tuinfort, người đã sản xuất nhiều bài hát với Garrix.

## Bảng xếp hạng
| Bảng xếp hạng (2018)                            | Vị trí cao nhất |
| ----------------------------------------------- | --------------- |
| Australia (ARIA)                                | 59              |
| Áo (Ö3 Austria Top 40)                          | 52              |
| Bỉ (Ultratip Flanders)                          | 1               |
| Bỉ (Ultratip Wallonia)                          | 1               |
| Canada (Canadian Hot 100)                       | 82              |
| Cộng hòa Séc (Singles Digitál Top 100)          | 37              |
| Trường songid là BẮT BUỘC CHO BẢNG XẾP HẠNG ĐỨC | 66              |
| Hungary (Single Top 40)                         | 31              |
| Hungary (Stream Top 40)                         | 38              |
| Ireland (IRMA)                                  | 65              |
| Hà Lan (Dutch Top 40)                           | 12              |
| Hà Lan (Single Top 100)                         | 19              |
| New Zealand Hot Singles (RMNZ)                  | 11              |
| Bồ Đào Nha (AFP)                                | 94              |
| Slovakia (Singles Digitál Top 100)              | 35              |
| Sweden (Sverigetopplistan)                      | 29              |
| Thụy Sĩ (Schweizer Hitparade)                   | 45              |
| Hoa Kỳ Hot Dance/Electronic Songs (Billboard)   | 16              |